# Quadricalcarifera viridinitens
Quadricalcarifera viridinitens är en fjärilsart som beskrevs av Rothschild 1917. Quadricalcarifera viridinitens ingår i släktet Quadricalcarifera och familjen tandspinnare. Inga underarter finns listade.